# Suore domenicane della Congregazione di Santa Caterina da Siena (Kenosha)
Le Suore Domenicane della Congregazione di Santa Caterina da Siena, dette di Kenosha (in inglese Dominican Sisters of the Congregation of St. Catherine of Siena of Kenosha; sigla O.P.), sono un istituto religioso femminile di diritto pontificio.

## Storia
Le origini dell'istituto risalgono a quelle della congregazione portoghese delle domenicane di Santa Caterina da Siena: nel 1911 le suore aprirono le prime filiali negli Stati Uniti d'America, a New York e a Baker City, quindi fondarono ospedali a Ontario, nell'Oregon, e ad Hanford, in California.
Nel 1917 aprirono un ospedale a Kenosha, dove nel 1920 fu aperto un noviziato.
Le case statunitensi si staccarono dalla congregazione portoghese il 12 novembre 1951, dando inizio a un istituto autonomo; la congregazione, affiliata all'ordine dei frati predicatori dal 25 novembre 1952, ricevette l'approvazione definitiva delle sue costituzioni il 29 dicembre 1956.

## Attività e diffusione
Le suore si dedicano all'istruzione e all'educazione cristiana della gioventù e alla cura dei malati.
La sede generalizia è a Saratoga.
Alla fine del 2015 l'istituto contava 8 religiose in 2 case.